# Pilosella bonaquae
Pilosella bonaquae là một loài thực vật có hoa trong họ Cúc. Loài này được (Buttler & W.Lippert) S.Bräut. & Greuter mô tả khoa học đầu tiên năm 2007.